# Număr rotund
În matematică, un număr rotund este definit drept un număr întreg n care nu are niciun factor prim p mai mare decât rădăcina sa pătrată. Altă definiție este că este produsul unui număr considerabil de factori relativ mici comparativ cu numerele învecinate, cum ar fi 24 = 2 × 2 × 2 × 3 (4 factori, spre deosebire de 3 factori pentru 27; 2 factori pentru 21, 22, 25 și 26 și 1 factor pentru 23).
Șirul numerelor rotunde este:
1, 4, 8, 9,12, 16, 18, 24, 25, 27, 30, 32, 36, 40, 45, 48, 49, 50, 54, 56, 60, 63, 64, 70, 72, 75, 80, 81, 84, 90, 96, 98, 100, 105, 108, 112, 120, 121, 125, 126, 128, 132, 135, 140, 144, 147, 150, 154, 160, 162, 165, 168, 169, 175, 176, 180, 182, 189, 192, 195, ...

## Informal
Informal, un număr rotund este un număr întreg care se termină cu unul sau mai multe „0” (cifră zero) într-o bază dată. 590 este mai rotund decât 592, dar 590 este mai puțin rotund decât 600. Atât în limbajul tehnic, cât și în cel informal, un număr rotund este folosit pentru a reprezenta o valoare sau valori apropiate de valoarea nominală exprimată. De exemplu, un număr rotund precum 600 ar putea fi folosit pentru a se referi în realitate la 592, deoarece valoarea reală este mai greu de exprimat. De asemenea, un număr rotund se poate referi la un interval de valori apropiate de o valoare nominală, considerată imprecisă. Astfel, valoarea „600” ar putea reprezenta de fapt orice valoare apropiată de 600, posibil până la 550 sau până la 650, toate acestea ar fi rotunjiri ale 600.
În notația zecimală, un număr care se termină cu cifra „5” este, de asemenea, considerat mai rotund decât unul care se termină cu o altă cifră diferită de zero (dar mai puțin rotundă decât oricare care se termină cu „0”). De exemplu, numărul 25 tinde să fie considerat ca fiind mai rotund decât 24. Astfel, cineva ar putea spune la împlinirea a 45 de ani că vârsta lui este „mai rotundă” decât atunci când împlinește 44 sau 46 de ani. Asta se aplică adesea la numere care nu sunt întregi, în orice bază dată 2,3 este mai rotund ca 2,297, deoarece 2,3 poate fi scris ca 2,300. Astfel, un număr cu mai puține cifre neurmate de zerouri este considerat a fi mai rotund decât altele cu aceeași precizie sau mai mare.
Numerele pot fi considerate „rotunde” și în alte sisteme de numerație, decât cel zecimal (cel cu baza 10). De exemplu, numărul 1024 nu ar fi considerat rotund în zecimal, dar același număr se termină cu un zero în alte câteva sisteme de numerație, de exemplu cele binar (baza 2: 10000000000), octal (baza 8: 2000) și hexazecimal (baza 16: 400). Discuția anterioară despre cifra „5” se generalizează la cifra reprezentând b/2 pentru notația în baza b, dacă b este par.

## În cultură
Aniversările unui număr rotund de ani sunt adesea sărbătorite în mod special, exemple fiind o aniversare de cincizeci de ani, centenarul unui eveniment sau cel de al milionulea vizitator sau client.

## Prejudecata numerelor rotunde
Prejudecata numerelor rotunde se referă la tendința psihologică de a prefera numerele rotunde. Numerele rotunde sunt mai ușor de amintit și de socotit cu ele, motiv pentru care sunt folosite la prețuri și la negocieri, de exemplu ale salariilor.